# Тронд (Мёрт и Мозель)
Тронд (фр. Trondes) — коммуна во французском департаменте Мёрт и Мозель региона Лотарингия. Относится к  кантону Туль-Нор.	

## География
Тронд расположен в 55 км к юго-западу от Меца и в 31 км к западу от Нанси. Соседние коммуны: Бук на севере, Ланье на северо-востоке, Люсе, Ланёввиль-деррьер-Фуг и Брюле на востоке, Фуг и Ле-Сен-Реми на юге, Паньи-сюр-Мёз на юго-западе.

## История
- На территории коммуны находятся следы галлороманского периода и эпохи Меровингов.
- Во время Второй мировой войны в 1944 году всё мужское население коммуны было депортировано в нацистский концлагерь, где погибло 35 человек.

## Демография
Население коммуны на 2010 год составляло 532 человека.
| 1962 | 1968 | 1975 | 1982 | 1990 | 1999 | 2010 |
| ---- | ---- | ---- | ---- | ---- | ---- | ---- |
| 396  | 362  | 341  | 393  | 470  | 497  | 532  |

## Достопримечательности
- Фонтан, желоба галлороманского периода, действуют до сих пор.
- Форт, сооружён в 1875-1878 годах, реконструирован в 1888 году, интегрирован в фортификационный лагерь Туля по плану генерала Раймона-Адольфа-Сере де Ривьер.
- Черепичная мануфактура XIX века.
- Церковь XV века.